# Darmstadt-Kranichstein
Kranichstein är en stadsdel i Darmstadt, Tyskland.

## Historiska namn
- 1399: Einsiedel-Rod
- senare: Kranich-Rod och Kranich-Rotth
- i dag: Darmstadt-Kranichstein

## Galleri

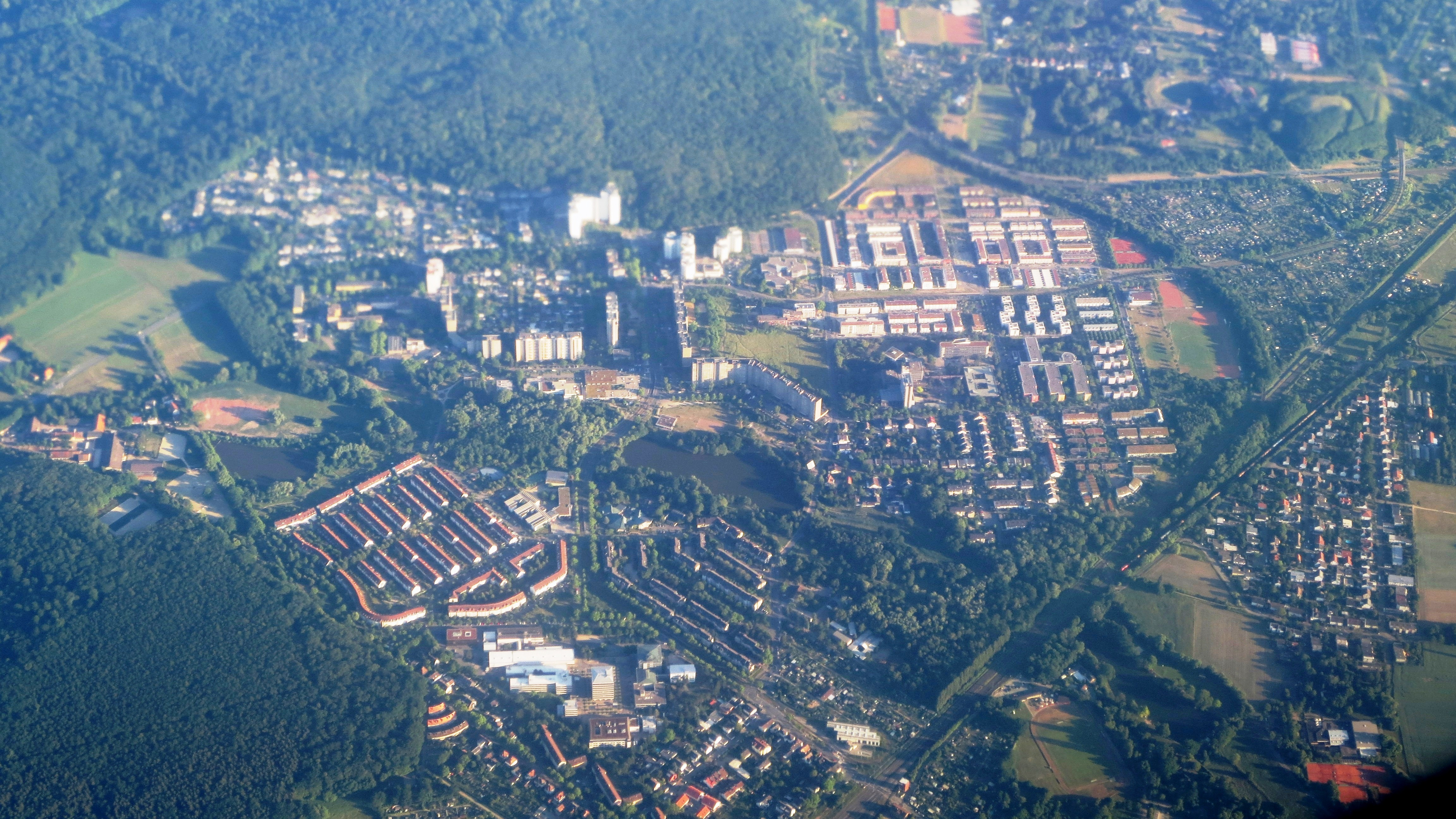
Flygfoto (2015)
Jaktslott "Jagdschloss Kranichstein" (Panoramabild, 2013)
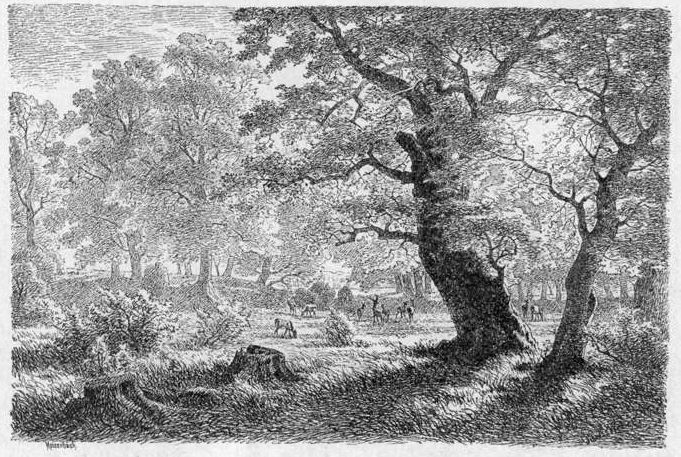
Park "Wildpark Kranichstein" (1883)
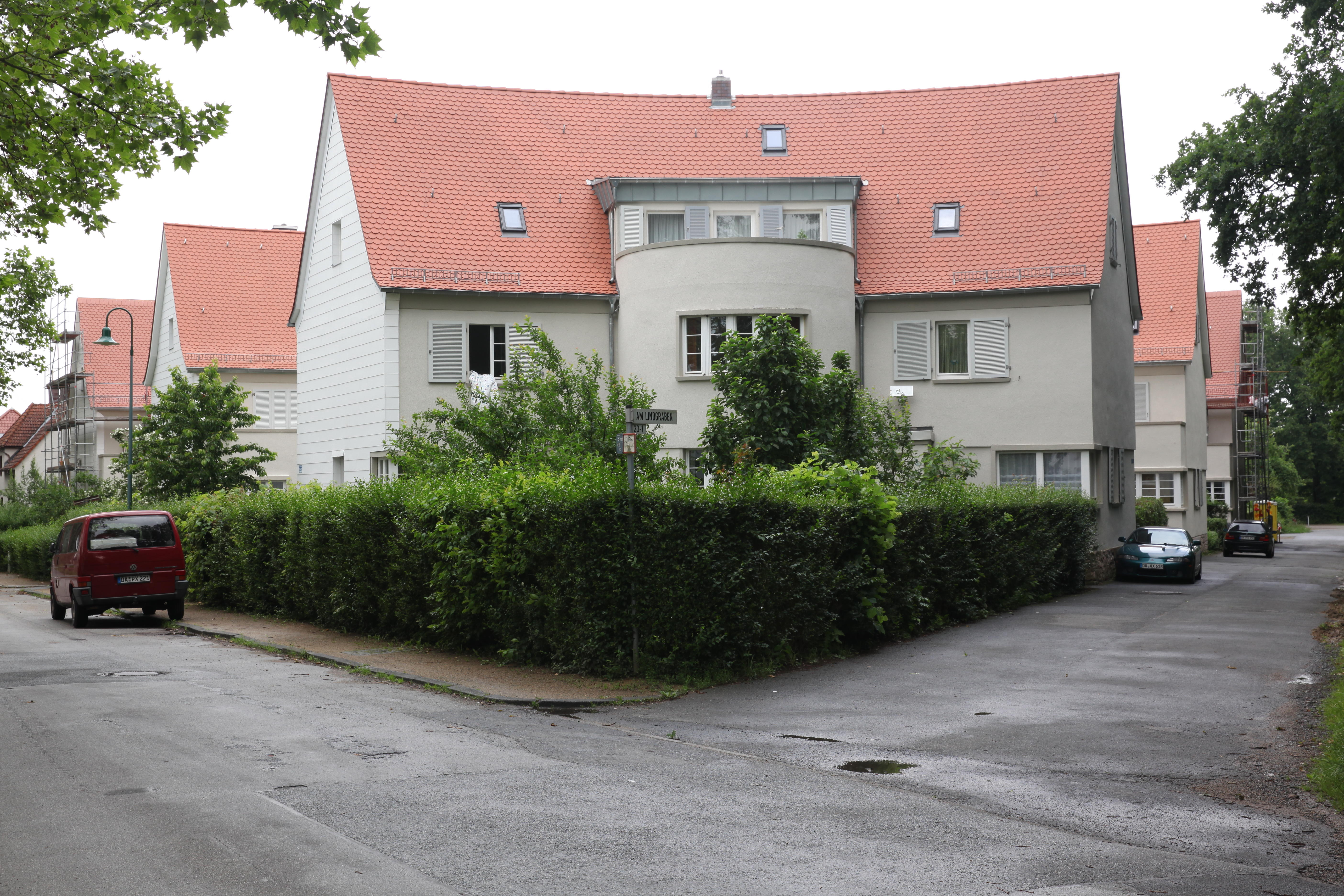
Radhus "Reihenhaussiedlung" (2015)
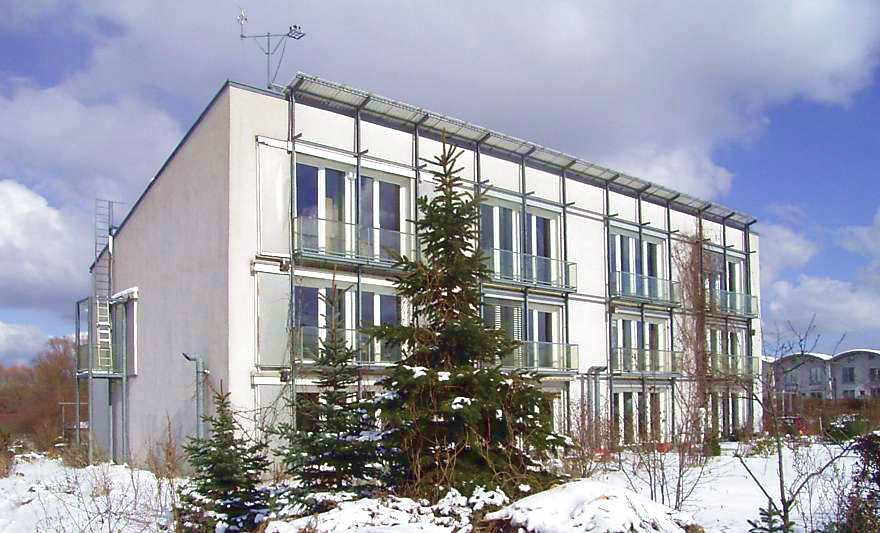
"Passivhaus" (2005)
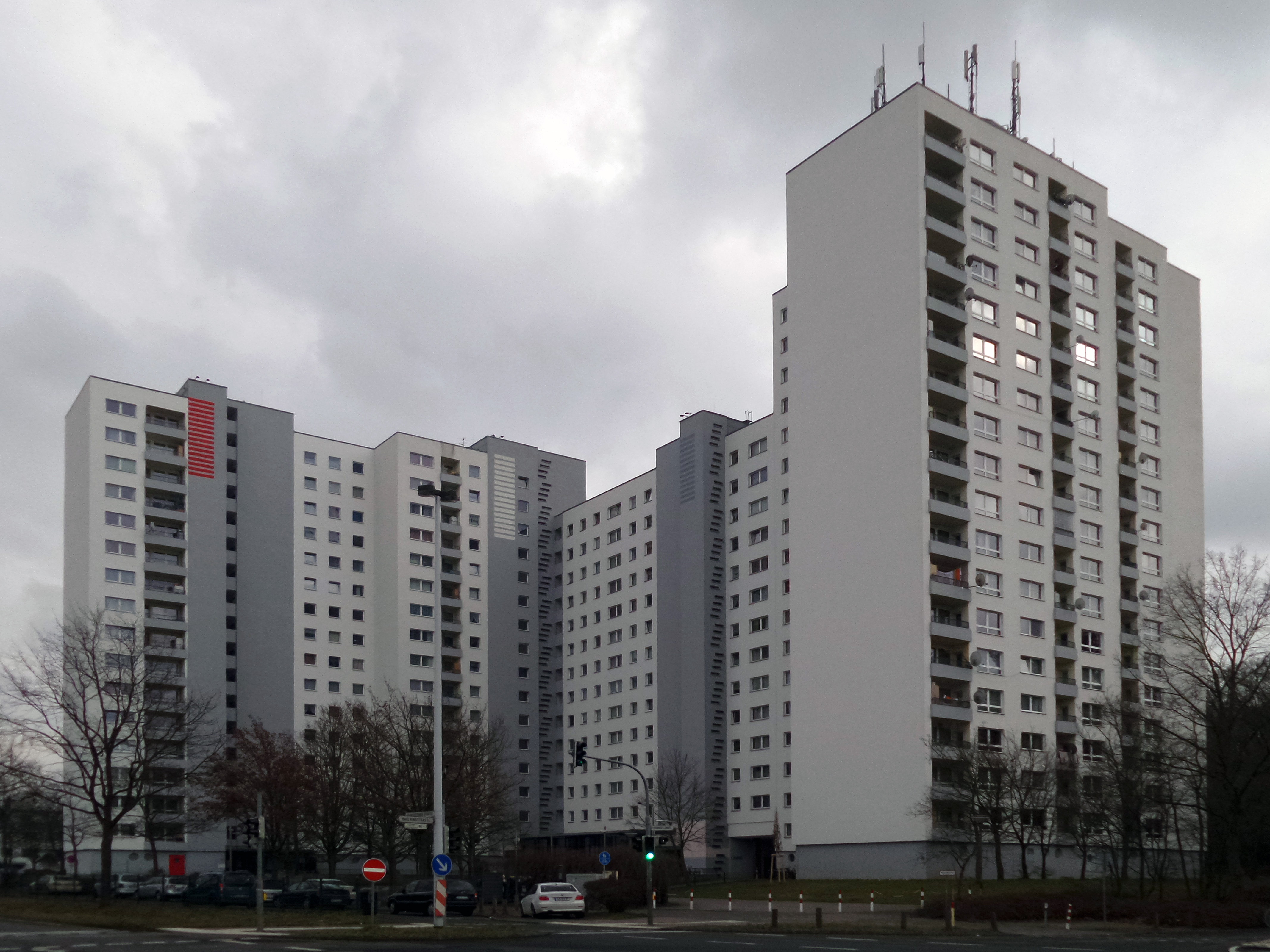
Höghus "Solitär" (2015)
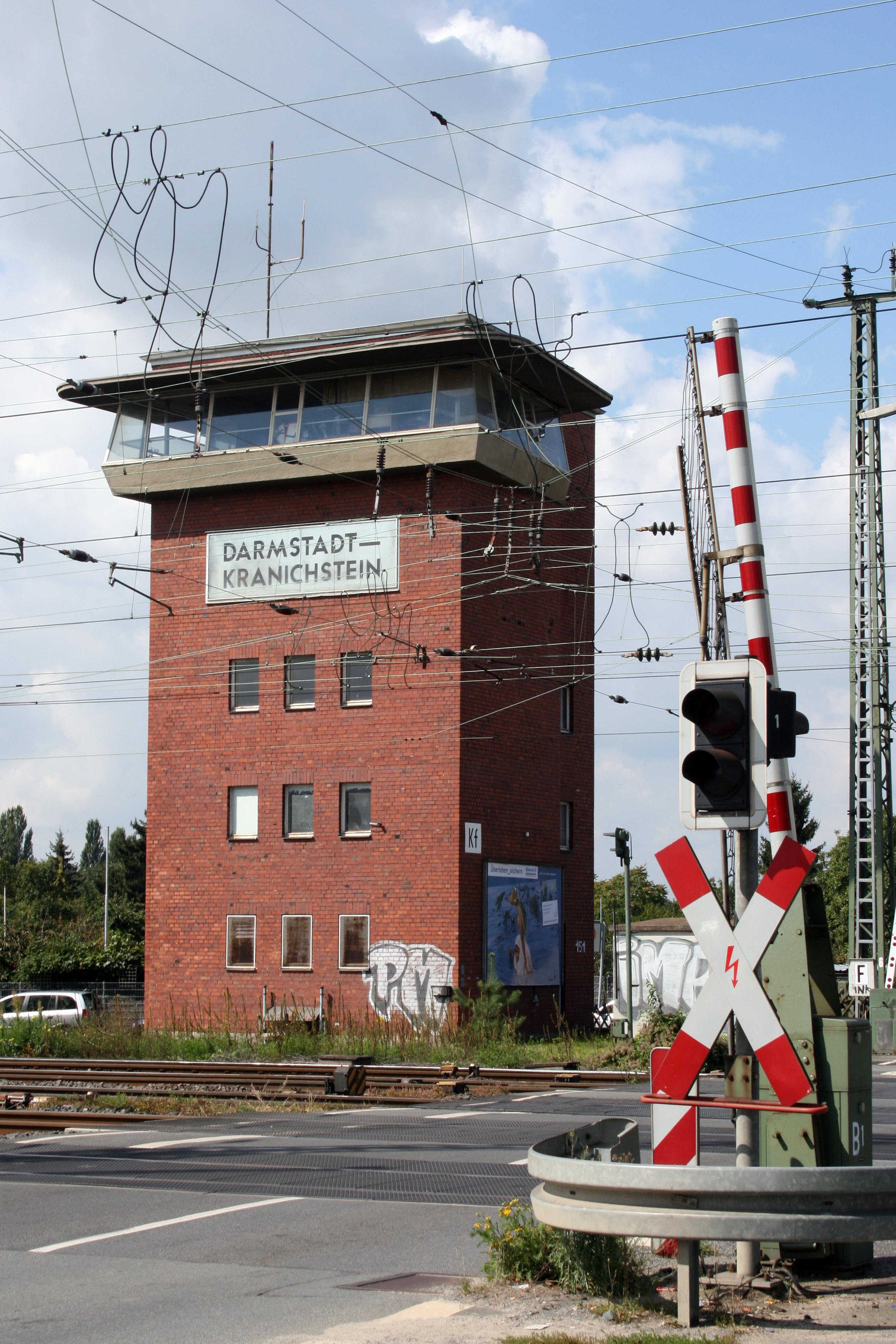
Ställverk (2010)